# Pygopleurus ressli
Pygopleurus ressli es una especie de coleóptero de la familia Glaphyridae.

## Distribución geográfica
Habita en Turquía.